# (73038) 2002 EK87
(73038) 2002 EK87 – planetoida z pasa głównego asteroid okrążająca Słońce w ciągu 4,2 lat w średniej odległości 2,6 j.a. Odkryta 9 marca 2002 roku.